# Auxesis gabonicus
Auxesis gabonicus é uma espécie de cerambicídeo da tribo Auxesini, com distribuição na África Central e Ocidental.

## Distribuição
A espécie tem distribuição em Angola, Costa do Marfim, Gabão, República Democrática do Congo e República do Congo.